# Корбоаја (Бихор)
Корбоаја (рум. Corboaia) насеље је у Румунији у округу Бихор у општини Бојану Маре. Oпштина се налази на надморској висини од 224 m.

## Становништво
Према подацима из 2002. године у насељу је живело 49 становника, од којих су сви румунске националности.